# Ondřej Havelka and his Melody Makers
Ondřej Havelka and his Melody Makers – czeski big-band grający muzykę rozrywkową z lat 20, 30 i 40 XX w., do którego repertuaru należą znane piosenki z USA, Czech czy Niemiec. Grupa muzyczna została założona w 1995 przez aktora i muzyka Ondřeja Havelka oraz jego kolegę Karela Majera, który jednak opuścił grupę po roku. 

## Dyskografia[4]
- Ondřej Havelka uvádí The Swings (1995)
- Mě to tady nebaví (1998)
- Jen pro ten dnešní den (1999)
- Rhapsody In Blue: Pocta George Gershwinovi (1999)
- Swing It (2000)
- Vzpomínky na hvězdný prach (2002)
- Nejlepší kusy z repertoiru Ondřeje Havelky a jeho Melody Makers (2003)
- Tentokrát zcela Rozvrkočení / This Time Completely off their Noodles (2005)
- Ondřej Havelka a jeho Melody Makers vám přejí veselé vánoce. Bílé a oranžové (2005)
- Rhapsody In Blue Room (2007)
- Saturnin (2010)
- Platinová edice (2011)
- Ondřej Havelka a jeho Melody Makers házejí (dávají) Perly swingu (2012)
- Kríze sem, kríze tam (2014)